# Comuna Rajniv, Brodî
Rajniv (în ucraineană Ражнів) este o comună în raionul Brodî, regiunea Liov, Ucraina, formată din satele Mamciuri, Rajniv (reședința), Ruda-Bridska, Velîn și Vovkovatîțea.

## Demografie
Componența lingvistică a comunei Rajniv
     Ucraineană (99,84%)
     Alte limbi (0,16%)
Conform recensământului din 2001, majoritatea populației comunei Rajniv era vorbitoare de ucraineană (99,84%), existând în minoritate și vorbitori de alte limbi.